# Georgi Broesilov

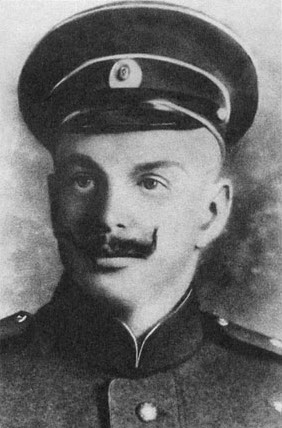
Broesilov in 1912

Georgi Lvovitsj Broesilov (Russisch: Георгий Львович Брусилов, Oekraïens: Георгій Львович Брусилов; Hryhori Lvovitsj Broesylov) (Nikolajev, 7 mei 1884 - ergens in de Noordelijke IJszee, 1914) was een Russische marineofficier van de Russische Keizerlijke Marine en een poolonderzoeker in de Arctis (noordpoolgebied).
Broesilov werd geboren in het gezin van marineofficier Levko Broesylov en was een neef van generaal Aleksej Broesilov. Van 1904 tot 1905 nam hij deel aan zeeoperaties van de Russische Marine tegen de Japanners tijdens de Russisch-Japanse Oorlog, eerst op een torpedoboot en vervolgens op de kruiser Bogatyr. Van 1910 tot 1911 nam hij deel aan een hydrografische expeditie op de ijsbrekers Tajmyr en Vajgatsj naar de Tsjoektsjenzee en de Oost-Siberische Zee.
In 1912 leidde Broesilov een expeditie op de brik Heilige Anna, die poogde om de Noordoostelijke Doorvaart te bevaren vanaf de Atlantische Oceaan naar de Grote Oceaan (volgens een andere versie moest hij nieuwe gebieden voor pelsdierjagers verkennen). Een van de leden van de expeditie was een 22-jaar oude verpleegster genaamd Jerminia Zjdanko, de dochter van een generaal en held uit de Russisch-Japanse Oorlog en de tweede Russische vrouw die naar het noordpoolgebied voer.
Tegen midden september bereikte de expeditie van kapitein Broesilov de Karazee door de Straat Joegor, maar werd daarop al snel ingesloten door het ijs nabij de westelijke kusten van het schiereiland Jamal  en dreef daarop hulpeloos in de richting van het noorden. Broesilov besloot er te overwinteren in de hoop dat met de dooi in het voorjaar zijn schip weer zou worden bevrijd. Met de komst van de zomer van 1913 bleef het schip Sint-Anna echter ingevroren in het pakijs. Het dreef namelijk niet zoals Broesilov gehoopt had in de richting van het oosten, maar naar het noordwesten, de Karazee uit naar de open Noordelijke IJszee, in de richting van de archipel Frans Jozefland. Broesilov werd daarop ziek en moest maanden in bed blijven. Veel leden van de expeditie overleden aan scheurbuik.
In het voorjaar van 1914 verlieten 14 leden van de expeditie de Sint-Anna onder leiding van Broesilovs luitenant Valerian Albanov en poogden over het kruiende ijs naar het zuiden te lopen. Alleen Albanov en zeevaarder Aleksandr Konrad wisten veilig Kaap Flora op Frans Jozefland te bereiken, waar ze werden gered door de expeditie van Georgi Sedov op het schip de Sint-Foka. In 1917 schreef Albanov het verslag van zijn reis en over de ziekte van Broesilov, het gebrek aan kaarten en boeken over het gebied waar men doorheen voer en dat de expeditie onvoldoende was toegerust op de situatie in het noordpoolgebied. Bepaalde feiten uit het verhaal van Albanov worden echter door sommigen in twijfel getrokken, daar Albanov al vóór de start van de reis regelmatig ruzie had met Broesilov en beiden in de loop van de reis gezworen vijanden van elkaar werden.
In 1914 kreeg de Noorse zeevaarder Otto Sverdrup de bijna onmogelijke taak om met zijn schip de Eklips het schip van Broesilov en het eveneens vermiste schip van geoloog Vladimir Roesanov terug te vinden. Hij wist de beide schepen echter niet te vinden, zodat het nog altijd onbekend is waar deze zijn gebleven.